# Rita Kühne
Rita Kühne (poročena Andrich in Schiemann), nemška atletinja, * 5. januar 1947, Dresden, Vzhodna Nemčija.
Nastopila je na olimpijskih igrah leta 1972 in tam osvojila naslov olimpijske prvakinje v štafeti 4×400 m. V tej disciplini je osvojila tudi naslov evropske prvakinje leta 1971. V letih 1971 in 1972 je z vzhodnonemško reprezentanco trikrat postavila svetovni rekord v štafeti 4 x 400 m, tudi ob olimpijski zmagi.